# Negoiu
Negoiu nebo také Vârful Negoiu je hora v Rumunském pohoří Fagaraš (rumunsky: Munții Făgărașului). Její vrchol leží v nadmořské výšce 2535 m. Po Moldoveanu se tak jedná o druhou nejvyšší horu tohoto pohoří a zároveň Rumunska. Nachází se v župě Argeș v centrální části země. Negoiu se nachází na hlavním fagarašském hřebeni, přičemž z něj vybíhá k severu rozsocha Piscul Sărǎții.

## Turistika
Na Negoiu je možné vystoupit z několika směrů. Žádná túra však není snadná a je to akce určená pro zkušené turisty s osvojenými návyky pohybu ve vysokých horách. Od severu na Negoiu stoupá modrý trojúhelník od chaty Negoiu. Dosáhne sedla Cleopatrei a poté po hlavním hřebeni na vrchol. Je to nekratší a pravděpodobně i nejsnadnější cesta dosažení vrcholu. Klasickou a často využívanou možností je hřebenový přechod po velmi náročném hřebeni Șerbota. Je to součást hlavního hřebene, trasa místy dosahuje I. stupně UIAA, ale pravděpodobně je to nejčastější způsob dosažení hory. Hřeben dál pokračuje přes náročné, ale zajištěné sedlo Strunga Dracului k jezeru Călțun. Od Șerboty k jezeru jdeme stále po červeném pásu, což je značení hlavní hřebenovky Fagaraše. Od jihu je možné vystoupit do sedla Cleopatrei od přehradní nádrže Vidraru po červeném trojúhelníku. Jde o zdlouhavý výstup, poměrně málo využívaný. Po cestě jsou k vidění krásné vodopády Negoiu. Od Vidraru je možné vystoupit i po modrém pásu, který vede po bočním hřebeni Podeanu. Modrý pás navíc umožňuje obejít náročné sedlo Strunga Dracului za snadnější Strunga Doamnei. Tímto sedlem se turista také dostane k jezeru Călțun.
Počasí na vrcholu a v blízkém okolí je značně nestabilní. Pro výstup je třeba zvolit stabilní počasí, za mlhy a deště je lepší na túru vůbec nevyrážet. Zimní výstup na Negoiu je poměrně náročnou horolezeckou túrou, nicméně zázemí je na rumunské poměry dobré (u jezera Călțun se nachází horolezecká útulna).

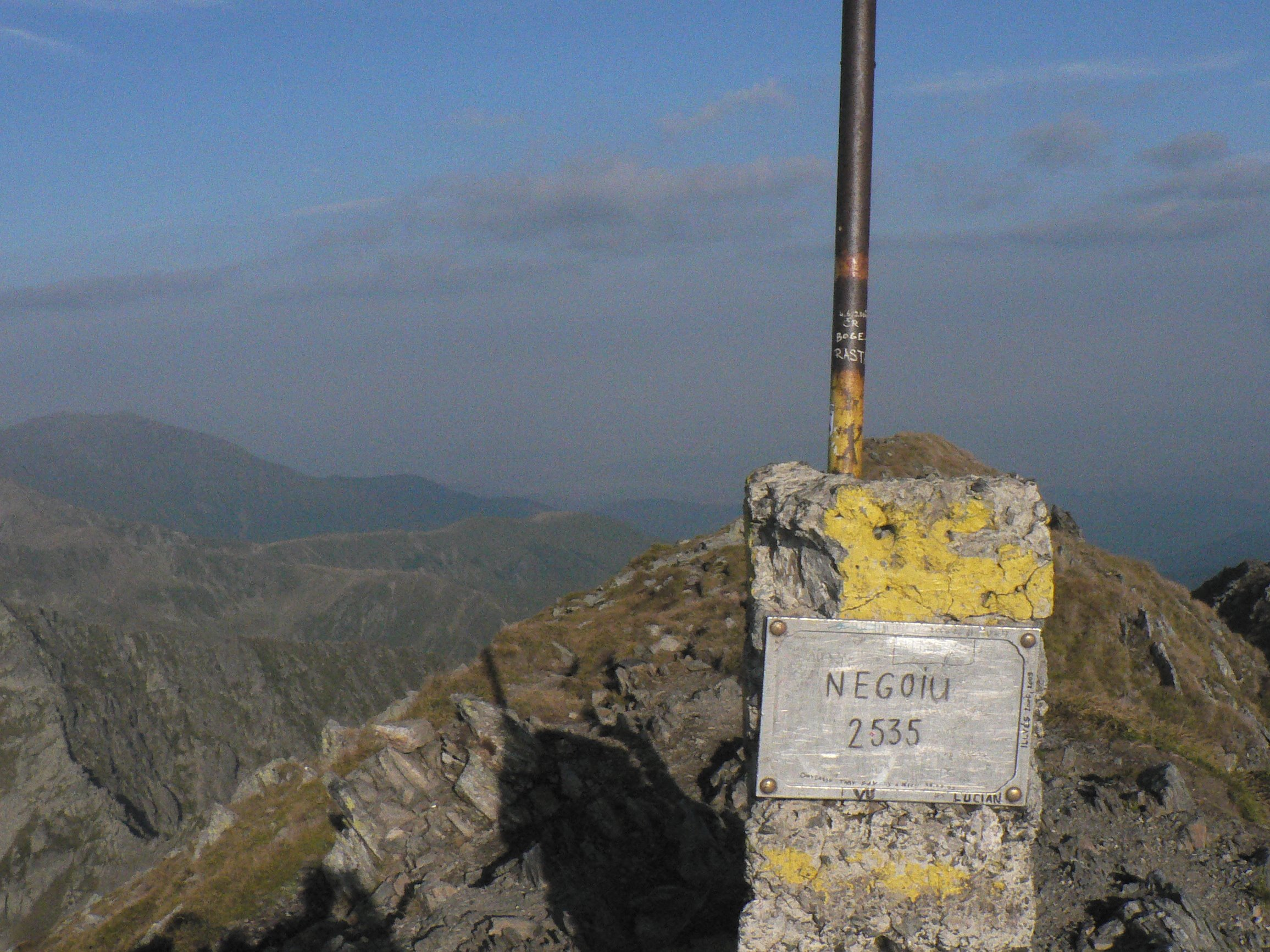
Vrchol Negoiu